# Орнари
Орнари́ (рос. Орнары, чув. Урнар) — присілок у складі Урмарського району Чувашії, Росія. Входить до складу Великояниковського сільського поселення.
Населення — 239 осіб (2010; 338 у 2002).
Національний склад:
- чуваші — 100 %